# Robert Roos
Pour les articles homonymes, voir Roos.
Sir Robert Roos (parfois Robert de Roos ou Robert Ros), seigneur de Moor End, est un chevalier et administrateur anglais qui exerce plusieurs charges auprès du roi Henri VI d'Angleterre entre 1440 et sa mort le 30 décembre 1448. 

## Biographie
Robert est le quatrième fils de William Roos, Lord Roos of Helmsley, et Margaret de Arundel.  
Chevalier de la maisonnée du roi Henri VI, il est en 1440 l'un des ambassadeurs chargés de négocier une paix avec la France ; en 1442 il négocie en vue du mariage du roi. Il est sénéchal de Gascogne, alors possession anglaise, en 1442 et 1443. 
De 1443 à 1448, on lui confie le château et la seigneurie de Rockingham. En 1445 il est chambellan et Customer (« receveur ») de Berwick-on-Tweed. 
En 1448, il est à nouveau envoyé en France pour conclure une trêve dans le cadre de la guerre de Cent Ans. 
Il meurt le 30 décembre 1448 et est enterré dans l'église St. Mary's à Pipewell dans le Northamptonshire.

## Descendance
Robert est marié à Anne, veuve de John Bohun of Midhurst, fille et héritière de John Halsham de West Grinstead and Applesham et de Maud Mawley. Le couple a pour enfants connus : 
- Henry Roos
- John Roos
- Eleanor Roos, épouse Robert Lovell, Thomas Proute puis Richard Haute.